# Cycliste australien de l'année

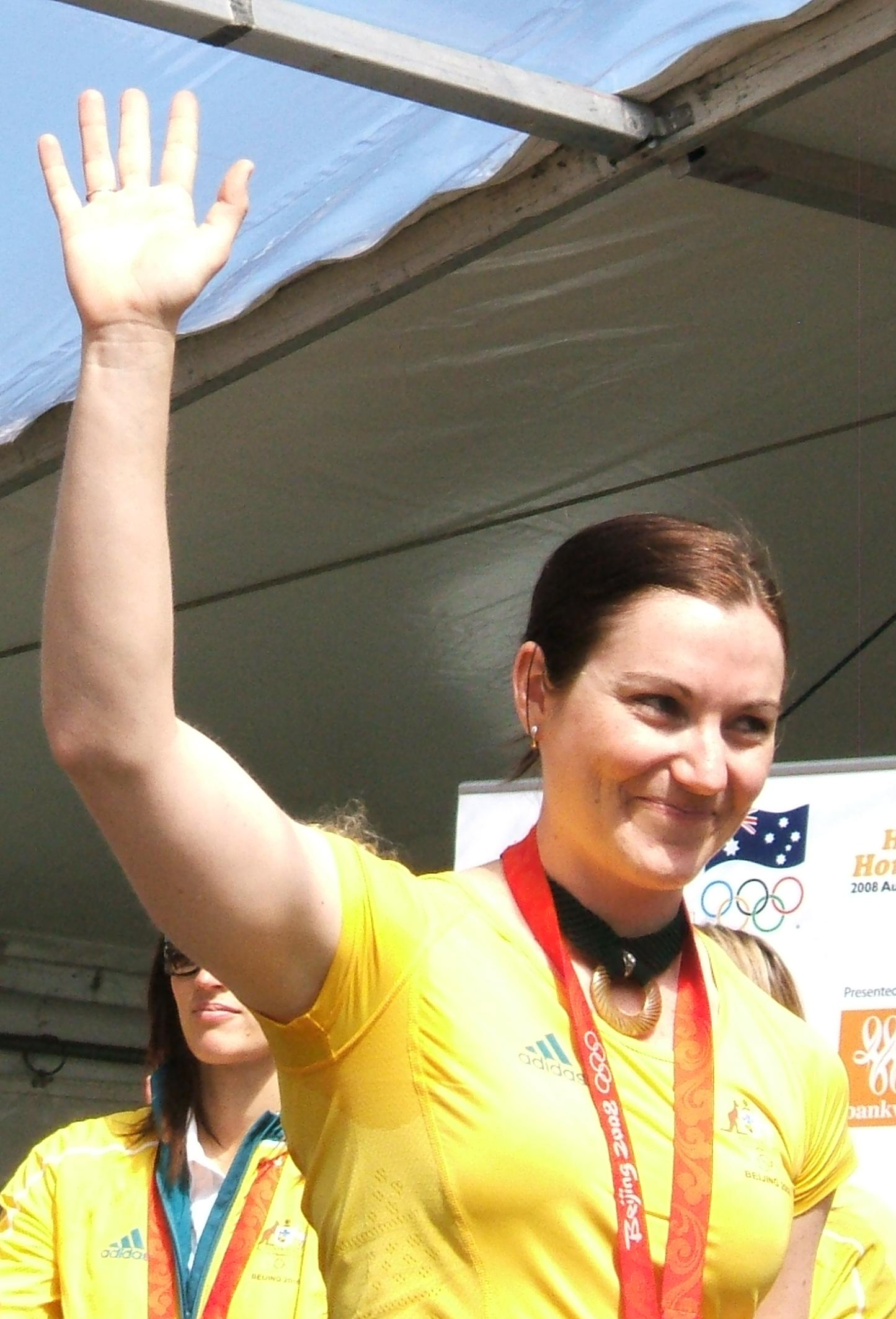
Anna Meares, lauréate en 2012.

Le Sir Hubert Opperman Trophy, également nommé Oppy Award est un trophée qui récompense en fin de saison le meilleur cycliste australien de l'année. Il est  attribué chaque année depuis 1958.
En outre, différentes récompenses sont octroyées aux coureurs dans différentes catégories (juniors, espoirs, féminines) et disciplines (cyclisme sur route, VTT, cyclisme sur piste, BMX).
De 1958 à 1995, le Trophée est décerné au cycliste, qui avait réalisé la « course de l'année ». Depuis lors, le prix est décerné au coureur qui a fait une performance globale exceptionnelle. Le jury est composé de personnes désignées par le Conseil de la Fédération australienne de cyclisme : Cycling Australia.
Le vainqueur du Tour de France 2011, Cadel Evans, est avec quatre récompenses, le coureur le plus titré.

## Palmarès
| - 1958 : Russell Mockridge - 1959 : Peter Panton - 1960 : John Green - 1961 : Alan Grindal - 1962 : Sydney Patterson - 1963 : Ron Grenda - 1964 : Barry Waddell - 1965 : Ray Bilney - 1966 : Barry Waddell - 1967 : Bob Whetters - 1968 : Ken Evans - 1969 : Keith Oliver - 1970 : Gordon Johnson - 1971 : Graham McVilly - 1972 : Graeme Gilmore - 1973 : Graham McVilly - 1974 : Laurie Venn - 1975 : John Nicholson - 1976 : David Allan - 1977 : Shane Bartley - 1978 : Malcolm Hill - 1979 : Peter Besanko - 1980 : Laurie Venn - 1981 : Peter Besanko - 1982 : Steele Bishop - 1983 : Garry Trowell - 1984 : Peter Besanko - 1985 : Laurie Venn - 1986 : Michael Lynch - 1987 : Neil Stephens - 1988 : Barry Burns - 1989 : Martin Vinnicombe - 1990 : Rod Evans - 1991 : Brent McCaig | - 1992 : Scott Sunderland - 1993 : Bradley McGee - 1994 : Rod Evans - 1995 : Darryn Hill - 1996 : Shane Kelly - 1997 : Henk Vogels - 1998 : Stuart O’Grady - 1999 : Anna Wilson - 2000 : Brett Aitken et Scott McGrory - 2001 : Stuart O’Grady - 2002 : Robbie McEwen - 2003 : Michael Rogers - 2004 : Ryan Bayley - 2005 : Robbie McEwen - 2006 : Cadel Evans - 2007 : Cadel Evans - 2008 : Anna Meares - 2009 : Cadel Evans - 2010 : Cameron Meyer - 2011 : Cadel Evans - 2012 : Anna Meares - 2013 : Caroline Buchanan - 2014 : Simon Gerrans - 2015 : Rohan Dennis - 2016 : Mathew Hayman - 2017 : Michael Matthews - 2018 : Rohan Dennis - 2019 : Caleb Ewan - 2020 : Richie Porte - 2021 : Logan Martin - 2022 : Jai Hindley - 2023 : Amanda Reid - 2024 : Grace Brown et Saya Sakakibara |